# Daniele Pietropolli
Daniele Pietropolli (Bussolengo, 11 juli 1980) is een Italiaans voormalig wielrenner.

## Carrière
Moletta begon in 2001 als stagiair bij het Fassa Bortolo van Alessandro Petacchi. In 2002 vond hij geen ploeg omdat Fassa Bortolo afzag van haar interesse en andere ploegen waren niet gewillig voor een transfer. In 2003 kwam dan de eerste stap naar het profwielrennen: de brigade van Tenax bood hem een contract aan. Voor dit team heeft hij tot aan eind 2007 gereden, maar zeges behaalde hij niet voor het Ierse team. Hij reed er onder meer samen met renners als Rigoberto Urán, Roberto Petito en Fabio Baldato. Tijdens de seizoenen 2008 en 2010 reed 'De beer van Bussolengo' voor een andere ploeg met een Ierse licentie, het LPR Brakes van oud Giro - winnaars Danilo Di Luca en Paolo Savoldelli. Voor de grijze gelederen haalde Daniele wel twee zeges binnen, namelijk de laatste etappe en de eindzege in de Ronde van Reggio Calabria, waar hij Luca Paolini zowel in de laatste rit als in het eindklassement met een zucht versloeg. Ook werd hij tweede in de Trofeo Laigueglia, waar hij net achter Luca Paolini eindigde. Pietropolli heeft in de Giro van 2008 al een vijfde en zesde plaats binnengehaald, respectievelijk in de achtste en zesde rit.

## Belangrijkste overwinningen
2008
- 3e etappe Ronde van Reggio Calabria
- Eindklassement Ronde van Reggio Calabria

2009
- 3e etappe Ronde van de provincie Grosseto
- Eindklassement Ronde van de provincie Grosseto
- Wielerweek van Lombardije

2011
- 1e etappe Ronde van Reggio Calabria
- Eindklassement Ronde van Reggio Calabria
- Trofeo Laigueglia

## Ereplaatsen 2008
- 2e Trofeo Laigueglia
- 6e in 5e etappe Giro d'Italia
- 5e in 8e etappe Giro d'Italia

## Resultaten in voornaamste wedstrijden
| Jaar | Ronde van Italië | Ronde van Frankrijk | Ronde van Spanje |
| ---- | ---------------- | ------------------- | ---------------- |
| 2003 | 67e              |                     |                  |
| 2004 | 80e              |                     |                  |
| 2006 |                  |                     |                  |
| 2008 | 57e              |                     |                  |
| 2009 | 94e              |                     |                  |
| 2010 |                  |                     | 59e              |
| 2011 |                  |                     |                  |
| 2012 | 91e              |                     |                  |
| 2013 | 80e              |                     |                  |

| Jaar | Milaan-San Remo | Ronde van Vlaanderen | Amstel Gold Race | Luik-Bast.‑Luik |  | Wereldranglijsten |
| ---- | --------------- | -------------------- | ---------------- | --------------- |  | ----------------- |
| 2003 |                 |                      |                  |                 |  |                   |
| 2004 |                 |                      |                  |                 |  |                   |
| 2006 |                 | 75e                  |                  |                 |  |                   |
| 2008 | 33e             |                      |                  |                 |  |                   |
| 2009 | 47e             |                      |                  |                 |  |                   |
| 2010 |                 |                      | 59e              |                 |  |                   |
| 2011 |                 |                      | 45e              | 67e             |  | 120e (UWT)        |
| 2012 |                 |                      | 35e              | 38e             |  |                   |
| 2013 | 75e             |                      |                  |                 |  |                   |